# Asociación Iberoamericana de Ministerios Públicos
La Asociación Iberoamericana de Ministerios Públicos (AIAMP) es una organización que integra a los Ministerios Públicos de Iberoamérica. El presidente actual de la AIAMP es Francisco Barbosa Delgado, fiscal de Colombia, quien fue elegido por unanimidad por las fiscalías y ministerios públicos de los países miembros para el período 2022-2024.

## Historia

### Fundación y países que la integran
La AIAMP es una entidad sin ánimo de lucro, que integra a los Ministerios Públicos de Iberoamérica. Fue fundada en Brasil en 1954, como Asociación Interamericana de Ministerios Públicos. Posteriormente, con la incorporación de España y Portugal, pasó a denominarse Asociación Iberoamericana de Ministerios Públicos, AIAMP. En la actualidad la AIAMP está conformada por 21 ministerios públicos y fiscalías de Iberoamérica. Se rigen por los estatutos aprobados en la XV Asamblea General que se desarrolló en octubre de 2007 en Madrid, España.
Los países que componen la AIAMP son: Argentina, Bolivia, Brasil,  Chile, Colombia, Costa Rica, Cuba, Ecuador, El Salvador, España, Guatemala, Honduras, Nicaragua, México, Panamá, Paraguay, Perú, Portugal, República Dominicana, Uruguay y Venezuela.

### Evolución de la Asociación

#### XI Congreso, Guatemala, 2000. Presidencia del procurador general de Argentina, Nicolás Becerra.
Se eligió como Presidente de la Asociación Interamericana de Ministerios Públicos al procurador general de Argentina, Nicolás Becerra.

#### XII Congreso, Cartagena de Indias 2002. Nace la Asociación Iberoamericana
En esta Asamblea se eligió como Presidente de la Asociación a Luis Camilo Osorio Izasa, fiscal general de Colombia.

#### Asamblea General Extraordinaria de la Asociación Iberoamericana de Ministerios Públicos. Madrid, 2003
La reunión fue presidida por el entonces Presidente de la AIAMP, Luis Camilo Osorio Izasa.

#### Asamblea General Extraordinaria de Perú, 2005. Presidencia del Dr. Guillermo Piedrabuena Richard
Como consecuencia del cese como fiscal general de Paraguay, Oscar Germán Latorre Cañete, se designó como nuevo presidente al anterior vicepresidente, el Dr. Guillermo Piedrabuena Richard, fiscal Nacional de Chile.

#### XIV Asamblea Ordinaria. Santiago de Chile, 2006.

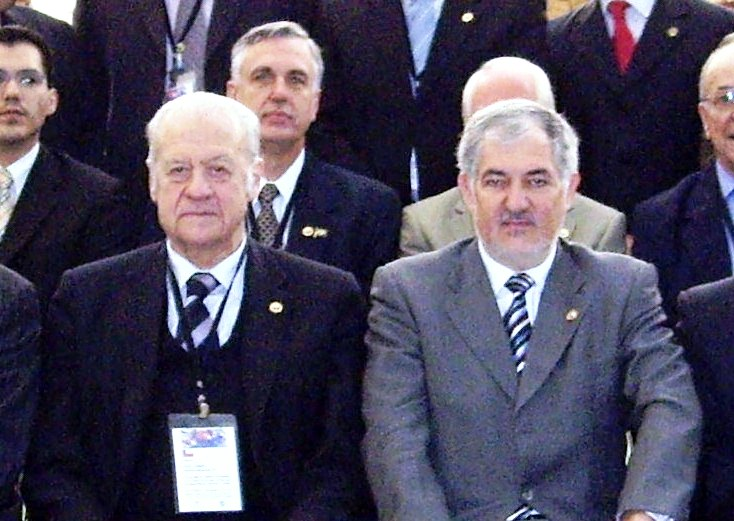
El presidente de la AIAMP y fiscal nacional de Chile, Guillermo Piedrabuena, y el vicepresidente, y fiscal general de España, Cándido Conde-Pumpido, en la Asamblea de Santiago de Chile en 2006.

En noviembre de 2006, se celebró la XIV Asamblea Ordinaria en Santiago de Chile, en la que se reeligió a Guillermo Piedrabuena, fiscal nacional de Chile, como presidente de la Asociación por un solo año que es el que le quedaba en el cargo como fiscal nacional de Chile. Se eligió al fiscal general de España, Cándido Conde-Pumpido, como nuevo vicepresidente y como secretario general al fiscal general de Paraguay, Rubén Candía Amarilla. Como presidente del Instituto Iberoamericano de Ministerios públicos se eligió al fiscal general de Venezuela, Isaías Rodríguez, y como vicepresidente al fiscal general de Honduras, Leónidas Rosa Bautista.
La Asamblea fue seguida por el Primer encuentro entre Ministerios Públicos y Policías de Iberoamérica, como foro para el intercambio efectivo de experiencias mutuas en el ámbito de la investigación penal. El encuentro fue inaugurado por el Presidente de la AIAMP y Secretario General de la OEA, el chileno José Miguel Insulza. En él participaron, entre otros, los fiscales españoles Javier Zaragoza y Pedro Pérez Enciso.

#### XV Asamblea Ordinaria. Refundación de la Asociación en Madrid, 2007. Presidencia de Cándido Conde-Pumpido.

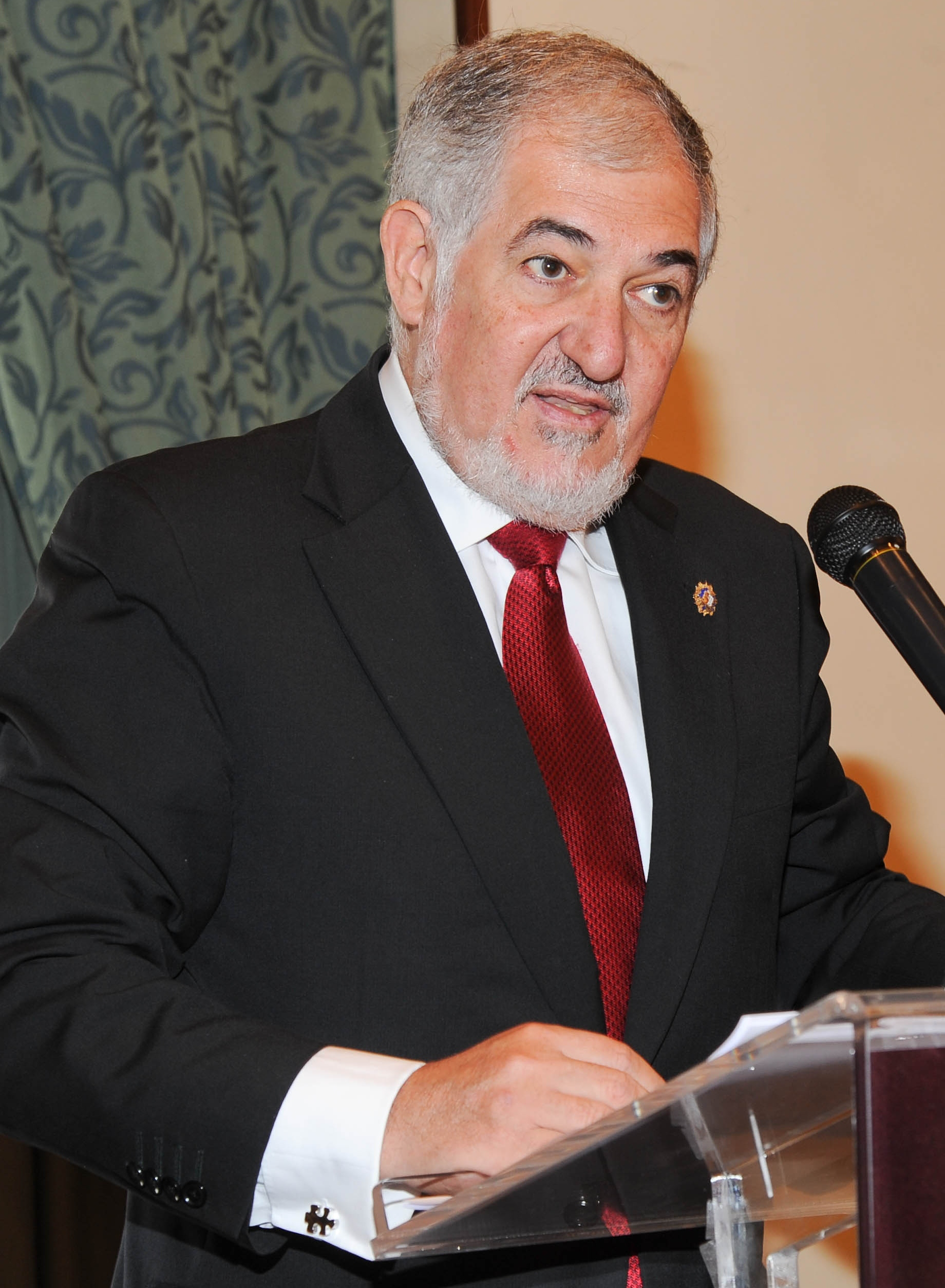
Cándido Conde-Pumpido, Presidente de la AIAMP, 2007-2011

En 2007 se celebró en Madrid, la XV Asamblea ordinaria, en la que se procedió con la refundación de la Asociación. Las siguientes Asambleas se reseñan separadamente.
El principal objetivo de la Asamblea celebrada en España residió en impulso de la actividad de la asociación con el fin de conseguir una dinamización de la intervención de los fiscales en la Administración de Justicia Iberoamericana. Dicho objetivo partía del principio que el papel de los Ministerios Públicos como defensores de la legalidad y de los derechos humanos es esencial para el buen funcionamiento de la Administración de Justicia y la consolidación del Estado de Derecho.
Para ello, la agenda y las conclusiones adoptadas continuaron en la línea marcada por la última presidencia, las cuales fueron ejercida por el fiscal nacional de Chile, Guillermo Piedrabuena Richard. Debido a esto, se planteó proseguir y reforzar el trabajo dirigido a conseguir los objetivos que se exponen en el artículo 2 del Estatuto: "estrechar vínculos de cooperación, solidaridad y enriquecimiento profesional recíprocos entre los Ministerios Públicos de los países miembros así como proveer al establecimiento de estrategias comunes para enfrentar los problemas fundamentales concernientes a la institución". Toda esta actividad parte de la idea de que el desarrollo y buen funcionamiento de los Ministerios Públicos tiene como finalidad principal el servicio a la sociedad y el buen desempeño de sus funciones es condición indispensable para la efectiva tutela de los derechos individuales, la vigencia de los principios e instituciones del Estado de Derecho.
Hasta la fecha eran miembros teóricos todos los ministerios públicos de América, aunque había países caribeños angloparlantes que nunca habían participado en la actividad de la asociación. Por otra parte, las fiscalías de Estados Unidos y Canadá tenían una participación muy escasa y un compromiso con la Asociación muy limitado, inclinándose más bien al apoyo de la Organización de los Estados Americanos, lo que lastraba la efectividad de la Asociación.
Por ello se optó por refundar la asociación alrededor de los países de Iberoamérica, ligada a la Secretaría General Iberoamericana y a sus grandes organizaciones paralelas en el ámbito judicial, como la Cumbre Judicial Iberoamericana, la cual brindó una mayor conexión entre los miembros. Para ello se planteó la necesidad de que la condición de miembro de la organización no fuese automáticamente por la simple pertenencia de la fiscalía a un país americano, sino necesitando una previa solicitud expresa para conseguir identificar a los países verdaderamente interesados que potencias en el funcionamiento de la Asociación.
Como resultado, todos los Ministerios Públicos de los países iberoamericanos, presentaron expresamente, con anterioridad o en la propia Asamblea, su solicitud expresa de incorporación a la Asociación, de forma que el resultado fue una concreción de los miembros a los 21 países actuales, centrando la Asociación definitivamente en este ámbito específicamente Iberoamericano.

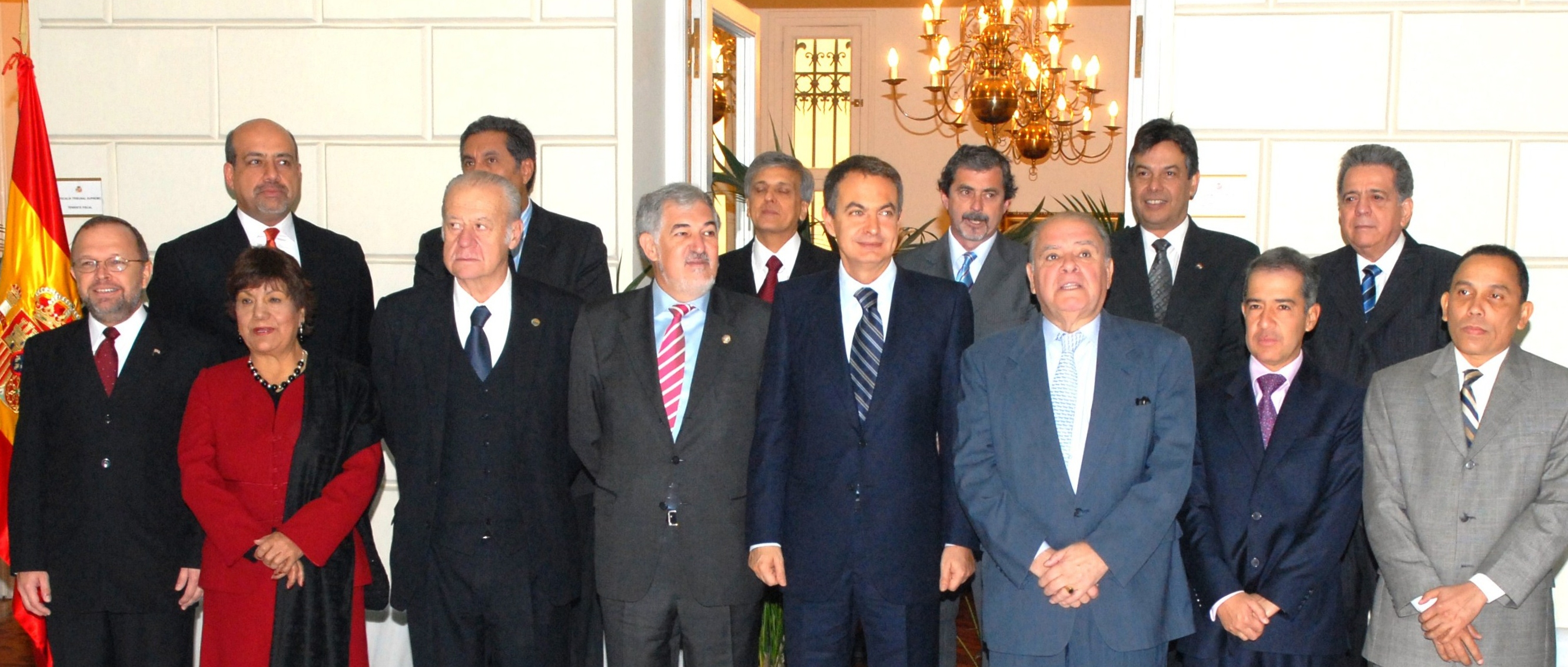
El presidente del Gobierno español en la Inauguración de la Asamblea Iberoamericana de Ministerios Públicos de 2007, en Madrid, con el entonces presidente de la AIAMP, Guillermo Piedrabuena, el fiscal general de España, Cándido Conde-Pumpido, y los fiscales generales asistentes.

Dada la movilidad del cargo de fiscal general en muchos de los países miembros de la Asociación, el régimen de asambleas bianuales provocó que muchos de los fiscales generales no llegasen a participar más que en una Asamblea. Cuando estos eran elegidos para cargos de responsabilidad como la presidencia, resultaba frecuente que no llegasen a culminar el mandato de dos años como presidente. Para posibilitar un mejor conocimiento entre los fiscales generales y que estos pudiesen acudir durante su mandato a un mayor número de asambleas y se familiarizan con la Asociación, se acordó la celebración de asambleas ordinarias anuales la cual reforzó mucho la vitalidad de la Asociación y la cooperación directa entre los fiscales generales.

## Objetivos y funciones
Dentro de sus objetivos y funciones está la de estrechar los vínculos de cooperación, solidaridad y enriquecimiento profesional recíprocos entre los Ministerios Públicos miembros de esta organización, así como proveer al establecimiento de estrategias comunes para enfrentar los problemas fundamentales concernientes a la institución, entendiendo que su desarrollo y fortalecimiento es una condición indispensable para la efectiva tutela de los derechos de las personas y la vigencia de los principios e instituciones del Estado de Derecho.
Asimismo, tiene por objeto facilitar los vínculos y la comunicación con los Ministerios Públicos que no son miembros de la asociación, con vistas a contribuir a su fortalecimiento institucional dentro de sus respectivos ordenamientos jurídico-políticos.

## Actividades

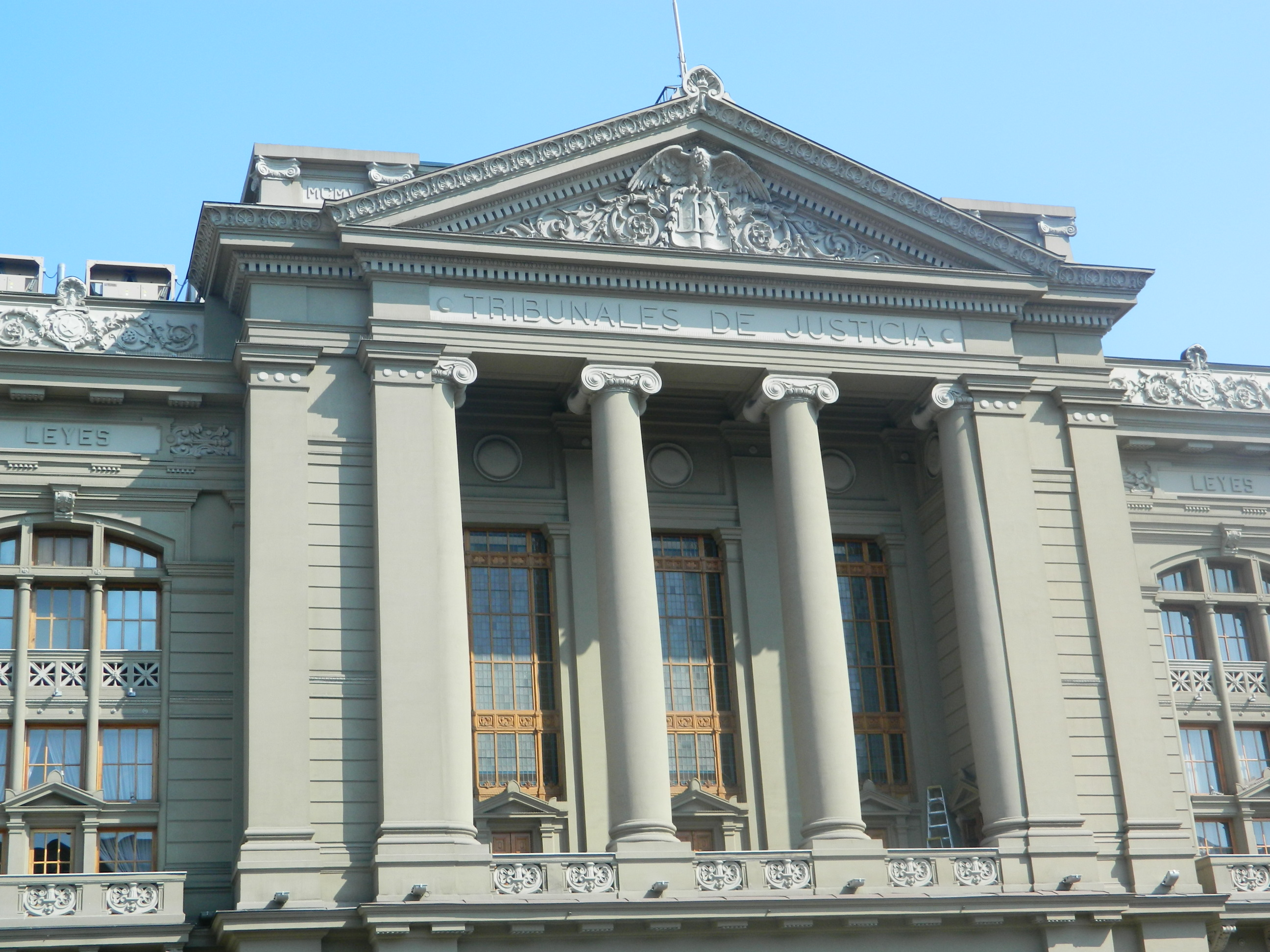
Palacio de Justicia de Santiago de Chile

Desde sus inicios se han realizado 20 Asambleas Generales Ordinarias, así como reuniones técnicas y diversos seminarios de especialización en cuyos encuentros se ha arribado a importantes conclusiones tales como apoyar la instauración de un modelo acusatorio en el proceso penal y hacer frente, con carácter prioritario a la delincuencia organizada y la protección de víctimas y testigos.
La última Asamblea se ha celebrado en Panamá del 26 al 28 de noviembre de 2012.
En este sentido destaca el documento las Guías de Santiago que recoge y sugiere los estándares adecuados de atención y protección que se les debe brindar a víctimas y testigos del proceso penal por parte de Fiscalías y/o Ministerios Públicos y también por otras entidades que en su quehacer se involucren con estos sujetos procesales. Las Guías de Santiago fueron promulgadas y acogidas por la totalidad de los miembros de la AIAMP con motivo de la XVI Asamblea General desarrollada en julio de 2008 en Punta Cana, República Dominicana, en la actualidad se rigen por un plan de supervisión sobre su cumplimiento entre los miembros. Dicho documento fue elaborado por 2 comisiones de expertos integradas por Fiscales especializados de instituciones integrantes de la AIAMP, quienes realizaron sus aportaciones para la confección de este material.
En esta misma línea y enfocado a mejorar la persecución penal de delitos asociados a la trata de personas, los miembros de la AIAMP suscribieron en diciembre de 2008 la Declaración de la Asociación Iberoamericana de Ministerios Públicos contra la Trata de Seres Humanos que busca comprometer el apoyo en la investigación y sanción de este flagelo, mediante el compromiso de intensificar la cooperación entra los Ministerios Públicos de la Región que vaya en beneficio directo de este tipo de víctimas, apoyados en la cooperación penal internacional, investigación criminal y asistencia.
Otro de los proyectos destacados por este foro son las denominadas Fichas AIAMP, plataforma virtual que contiene información útil y necesaria para el conocimiento de los fiscales de Iberoamérica, con detalles de los procedimientos necesarios para aplicar en cada país a través de diversas diligencias de investigación. Esta plataforma fue ideada de manera que su contenido fuese actualizable en el tiempo, de modo que el la documentación que ahí se ofrezca sea la más adecuada.

## Organización y Dirección

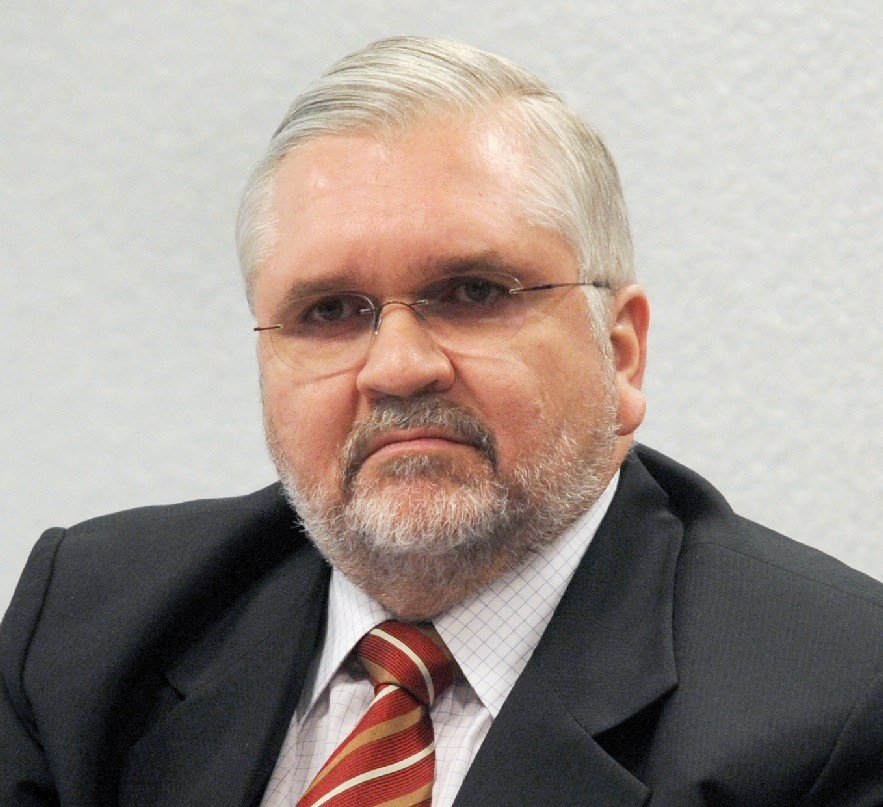
Roberto Gurgel, Procurador Geral da República de Brasil, presidente de la AIAMP de 2011 a 2013

La AIAMP está conformada por un cuerpo directivo encabezado por una presidencia, que fue ejercida por la Fiscalía General de España a través de su fiscal general, Cándido Conde-Pumpido Tourón, desde 2007 a 2011. Este nombramiento se realizó por unanimidad el 23 de octubre de 2007, con motivo de la XV Asamblea General de la AIAMP, realizada en Madrid, España y luego fue ratificado por los miembros para un nuevo período en noviembre de 2009 en la XVII Asamblea General realizada en el Centro de Formación de La Antigua Guatemala.
Conde-Pumpido fue el Presidente que dirigió la AIAMP durante un período más largo, cuatro años, dado que ordinariamente, por la propia limitación del mandato de los fiscales Generales, no suelen superarse los dos años. 
El antecesor de Conde-Pumpido como presidente fue Guillermo Piedrabuena Richard, fiscal nacional de Chile (2006-2007). Los dos presidentes anteriores fueron Óscar Germán Latorre Cañete, fiscal general del Estado de la República del Paraguay (2004-2005) y Luis Camilo Osorio Isaza, fiscal general de la Nación de la República de Colombia (2003-2004).
El presidente que sucedió a Conde-Pumpido fue Roberto Gurgel, procurador-geral de Brasil, elegido en diciembre de 2011, en la XIX Asamblea celebrada en Brasilia.
En la actualidad el presidente es el nuevo procurador general de Brasil Rodrigo Janot, elegido en la XXI Asamblea, celebrada en Ecuador en 2013.
De acuerdo a los estatutos que rigen la AIAMP, el cuerpo directivo está conformado por un Comité Ejecutivo el cual está integrado por 4 Vicepresidencias Regionales, la Secretaría General Permanente, la Presidencia y el Instituto Iberoamericano de Ministerios Públicos, IIMP.

## Secretaría General Permanente

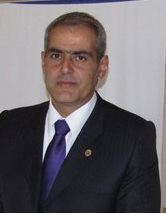
Sabas Chahuán, Ex-Fiscal Nacional de Chile

La Secretaría General Permanente es el órgano de apoyo técnico jurídico de la Asociación y dentro de sus funciones está la de ejercer los mandatos de la Presidencia; Mantener la historia y continuidad institucional, lo que incluye la administración de la página web; y Propiciar y realizar los estudios preliminares necesarios para la promoción de proyectos de interés para los miembros de la Asociación.  La Secretaría General Permanente ha sido ejercida desde 2007 a 2012  por el Ministerio Público de Chile.
Tras celebrarse la XV Asamblea General de la AIAMP (Madrid, España), y dentro del nuevo marco estatutario, los miembros acordaron la creación de la Secretaría General Permanente con sede en el Ministerio Público de Chile, cuyo titular sería nombrado por el fiscal general de dicho país.
El 29 de enero de 2008 el fiscal nacional de Chile, Sabas Chahuán dio cumplimiento a lo dispuesto en el artículo 19 y 22 del nuevo Estatuto que rige la Asociación y que fija a Chile como sede para la Secretaría General Permanente de la AIAMP.
El nombramiento de Secretario General Iberoamericano de la AIAMP recayó en el abogado Jorge Chocair Lahsen,  Director de la Unidad Especializada de Cooperación Internacional y Extradiciones del Ministerio Público de Chile.

### Nueva secretaría permanente
En abril de 2013, tras la renuncia de Chile en la Asamblea de 2012, el fiscal general de la República de Costa Rica, Jorge Chavarría Guzmán, asumió el cargo de secretario general de la Secretaría Permanente de la AIAMP. Ha nombrado Secretaria Técnica a Laura Monge Cantero, fiscal coordinadora de la Oficina de Asesoría Técnica y Relaciones Internacionales del Ministerio Público de Costa Rica.
Jorge Chavarría Guzmán es fiscal general de la República de Costa Rica desde el 16 de octubre de 2010. Ejerció como fiscal en Costa Rica durante más de 30 años. Fue jefe de la Unidad Especializada en Narcotráfico del Ministerio Público. En 2004 fue nombrado fiscal adjunto para la Dirección Funcional. Desde mayo a septiembre de 2010 fue viceministro de Seguridad pública.

## Instituto Ibero Americano de Ministerios Públicos
El Instituto Ibero Americano de Ministerios Públicos, (IIMP), es el órgano de la AIAMP que está orientado a brindar formación y capacitación permanente de los funcionarios que forman parte de las instituciones miembros de este foro. Está formada por una Presidencia y Vicepresidencia.
En la XIV Asamblea General Ordinaria de la Asociación Iberoamericana de Ministerios Públicos (AIAMP), celebrada entre los días 6 y 7 de noviembre de 2006, en Santiago de Chile, el fiscal general de la República de Venezuela, Isaías Rodríguez, fue elegido por unanimidad como presidente del Instituto Iberoamericano del Ministerio Público para el período 2006-2007.
Es así como Venezuela se convierte en sede durante varios años del Instituto Iberoamericano del Ministerio Público, el cual estará presidido inicialmente por el fiscal general, Isaías Rodríguez y posteriormente por la nueva fiscal general, Luisa Ortega Díaz, reelegida presidenta del Instituto en la XVII Asamblea de la AIAMP de Antigua, en 2008.
El Instituto Iberoamericano del Ministerio Público se creó durante el X Congreso Interamericano realizado el 24 de noviembre de 1998, en la ciudad de Brasilia.
La presidenta anterior del Instituto Iberoamericano del Ministerio Público fue Flora Adelaida Bolívar Arteaga, fiscal general de Perú.

## Acuerdo con la OEA

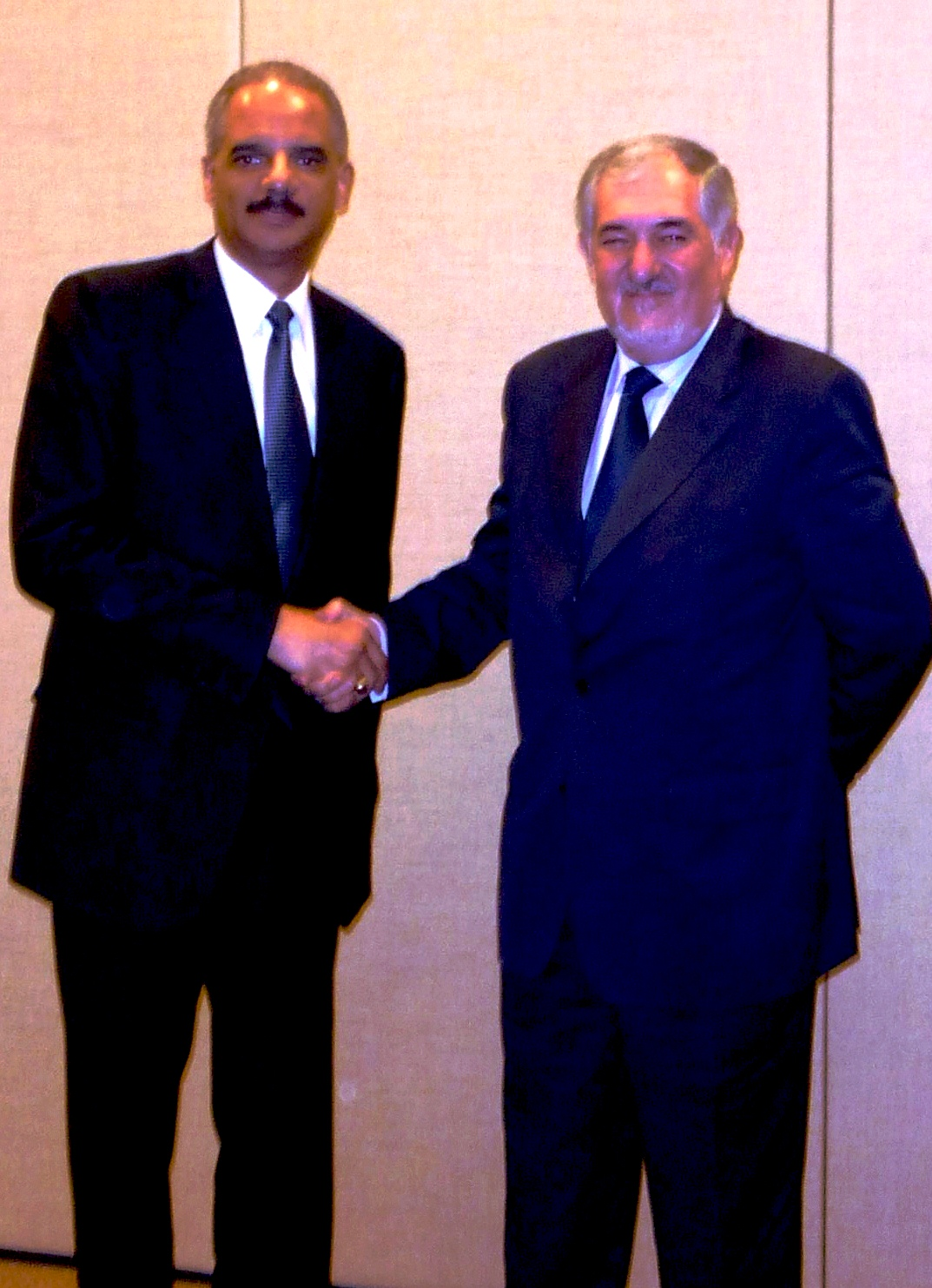
El presidente de la AIAMP, Conde-Pumpido, y el fiscal general de EE. UU., Eric Holder, en la Reunión de la REMJA en Brasilia en 2010

El 26 de febrero de 2010, el presidente de la AIAMP, Cándido Conde-Pumpido, firmó un acuerdo de colaboración en Brasilia, con la Secretaría General de la Organización de Estados Americanos,
en el marco de la VIII reunión de REMJA, Reunión de Ministros de Justicia y Fiscales Generales de las Américas.
Este acuerdo de cooperación con la OEA, sustitutivo del firmado en 2001, establece las bases generales de cara a facilitar la coordinación, cooperación y colaboración en las áreas de interés común.
El principal foco de atención de la VIII Reunión REMJA, celebrada en Brasilia del 24 al 26 de febrero de 2010,  fueron los avances en la persecución de los delitos cibernéticos.

## IberRED
Con el apoyo de los Jefes de Estado y de Gobierno de los países que integran la Comunidad Iberoamericana de Naciones, la Asociación Iberoamericana de Ministerios Públicos (AIAMP), la Cumbre Judicial Iberoamericana y la Conferencia Iberoamericana de Ministros de Justicia, decidieron constituir la Red Iberoamericana de Cooperación Judicial (IberRED).  La reunión constitutiva se celebró en Cartagena de Indias (Colombia), del 25 al 28 de octubre de 2004, con la asistencia del fiscal general de la Nación de la República de Colombia, y en la época Presidente de la AIAMP, D. Luis Camilo Osorio, y del fiscal general de España, Cándido Conde-Pumpido, más tarde presidente de la AIAMP de 2007 a 2011.
En la Reunión se aprobó el Reglamento de la Red Iberoamericana de Cooperación Judicial en Materia Civil y Penal, IberRED. En este encuentro se reunieron por primera vez representantes de la Conferencia Iberoamericana de Ministros de Justicia, de la Asociación Iberoamericana de Ministerios Públicos y de la Cumbre Judicial Iberoamericana. La reunión concluyó con la adopción del Reglamento Constitutivo de la IberRED, el Manual de Buenas Prácticas y el Descriptor Orgánico.
La Red Iberoamericana de Cooperación Jurídica Internacional, IberRed, es una estructura formada por Autoridades Centrales y por puntos de contacto procedentes de los Ministerios de Justicia, Fiscalías y Ministerios Públicos, y Poderes Judiciales de los 22 países que componen la Comunidad Iberoamericana de Naciones, así como por el Tribunal Supremo de Puerto Rico. Está orientada a la optimización de los instrumentos de asistencia judicial civil y penal, y al reforzamiento de los lazos de cooperación entre los países iberoamericanos. Constituye un paso fundamental en la conformación de un Espacio Judicial Iberoamericano, entendido como un escenario específico donde la actividad de cooperación jurídica sea objeto de mecanismos reforzados, dinámicas e instrumentos de simplificación y agilización en la consecución de una tutela judicial efectiva.
La IberRed está integrada por: a) Secretaría General permanente, desempeñada por la Secretaría General de la Conferencia de Ministros de Justicia de los Países Iberoamericanos (COMJIB), con sede en Madrid. b) Miembros: • Puntos de Contacto • Autoridades Centrales • Cualquier otra autoridad judicial o administrativa con responsabilidad en la cooperación judicial en el ámbito penal y civil cuya pertenencia a la IberRed sea considerada conveniente por los miembros de la misma.
Los Puntos de Contacto son personas designadas por los Ministros de Justicia, las Fiscalías o Procuradurías Generales y por los Organismos Judiciales de los Países Iberoamericanos. Estas personas designadas ( Jueces, Fiscales y Funcionarios de los Ministerios de Justicia) son quienes hacen efectivas las acciones operativas de la Red. Las Autoridades Centrales son las establecidas en instrumentos de Derecho Internacional en los que los países de la Comunidad Iberoamericana sean parte o en normas de Derecho interno relativas a la cooperación judicial en materia penal y civil.
IberRed trabaja coordinadamente con la Conferencia de Ministros de Justicia de los Países Iberoamericanos (COMJIB), la AIAMP y la Cumbre Judicial Iberoamericana.

## Cumbre Iberoamericana de la AIAMP y MERCOSUR sobre trata de seres humanos
La AIAMP y la Fiscalía Nacional de Chile organizaron junto a la Red de Fiscales de MERCOSUR, la II Cumbre Iberoamericana sobre trata de seres humanos que se celebró en Santiago de Chile del 21 al 23 de septiembre de 2011, con la asistencia del presidente de la Asociación Iberoamericana de Ministerios Públicos, el fiscal general de España, Cándido Conde-Pumpido, y la participación de la OEA y UNODC entre otras organizaciones internacionales.
La II Cumbre Ibero Americana de los Ministerios Públicos contra la Trata de Personas, se inició con
discursos del Fiscal Nacional de Chile, Sr. Sabas Chahuán Sarrás; del Presidente de la Asociación Ibero Americana de Ministerios Públicos, Cándido Conde-Pumpido; del Fiscal de Corte y Presidente Protempore de la REMPM-MERCORSUR, Rafael Ubiría; del Ministro de Justicia de Chile. Sr. Teodoro Ribera y del Representante de la Oficina de las Naciones Unidas contra las Drogas y el Delito (UNODC) Brasil y Cono Sur, Bo Mathesien.
En la inauguración también estuvieron presentes los Fiscales Generales de República Dominicana, Sr. Radhamés Jiménez Peña; de la República Federativa de Brasil, Sr. Roberto Gurgel; de la República del Paraguay, Sr. Rubén Candia; de Uruguay, Sr. Rafael Ubiría; de Guatemala, Sra. Claudia Paz y Paz; del Estado Plurinacional de Bolivia, Sr. Mario Uribe; de Argentina, el Sr. Marcelo Colombo en representación del Sr. Esteban Righi; de Perú, el Sr. Pedro Chávarry Vallejos representando al Sr. José Peláez Bardales. Además de 14 fiscales iberoamericanos especializados en Trata de Seres Humanos, expertos de organizamos internacionales y miembros de las instituciones del Gobierno de Chile.
A continuación vinieron los Plenarios: Foros Internacionales de los Ministerios Públicos Iberoamericanos contra la Trata de Personas; Organismos Internacionales y su labor en Trata de Personas. Además de las mesas redondas: Análisis Legislativo Trata Sexual; Víctimas de Trata de Personas con fines sexuales; Análisis Legislativo Tráfico Ilícito de Migrantes; Análisis Legislativo Trata Laboral; Víctimas de Trata de Personas con fines laborales; y Experiencias de Cooperación Internacional en Trata de Personas/ Investigaciones Conjuntas.

## Asambleas AIAMP, posteriores a la refundación de Madrid, en 2007

### XVI Asamblea, en República Dominicana, 2008

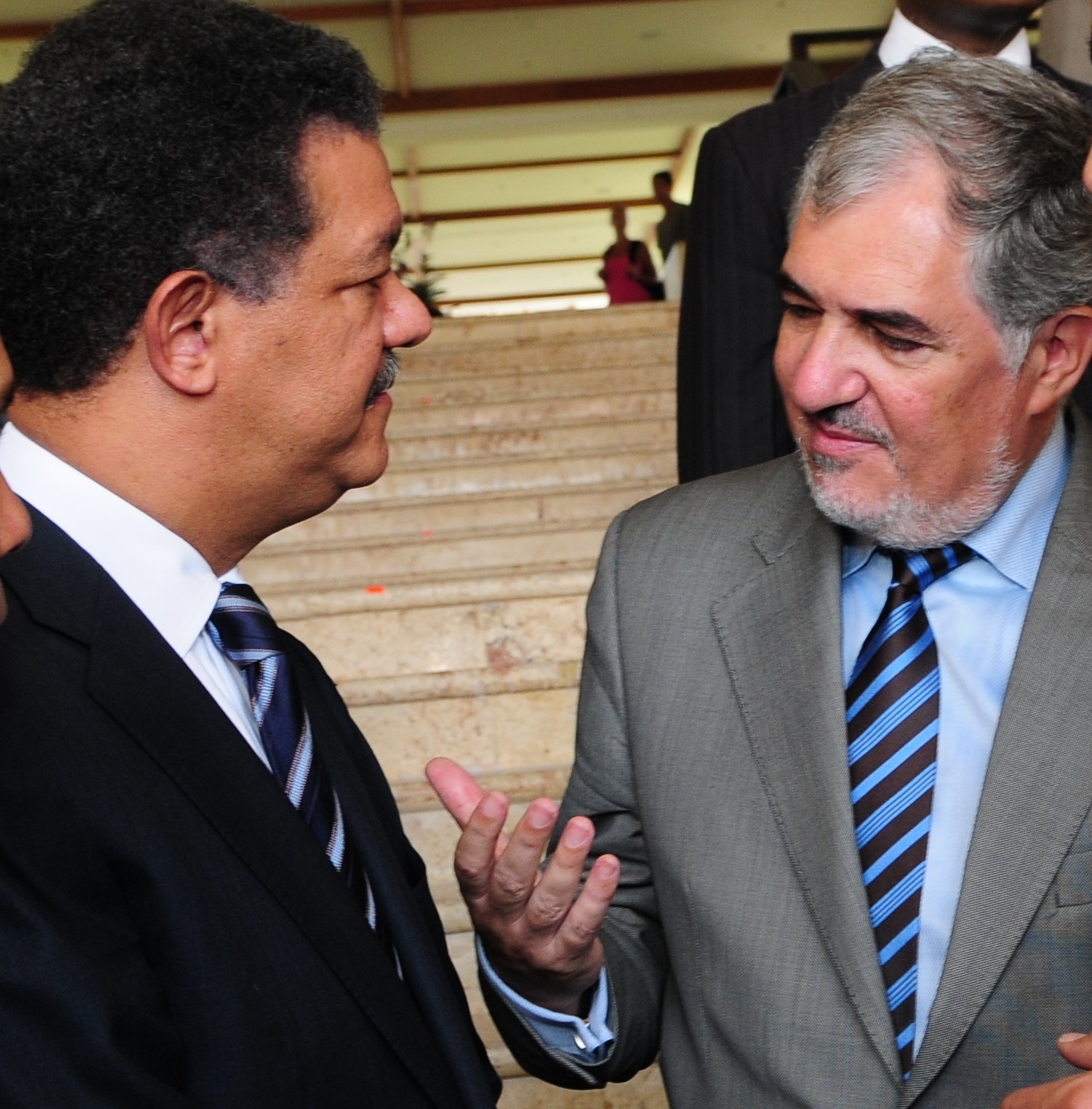
El fiscal general de España, Cándido Conde-Pumpido, y el presidente de la República Dominicana, Leonel Fernández, en la Asamblea de la AIAMP en 2008.

La República Dominicana fue la sede de la XVI Asamblea General Ordinaria de la Asociación Iberoamericana de Ministerios Públicos (AIAMP), que se celebró en Punta Cana entre el 9 y el 11 de julio de 2008.
La reunión estuvo dirigida por el fiscal general de España, Cándido Conde-Pumpido, presidente de AIAMP, y por el fiscal general de Paraguay, Rubén Candía Amarilla, vicepresidente del organismo.
El presidente de la República, Leonel Fernández, inauguró la XVI Asamblea General Ordinaria de la Asociación Iberoamericana de Ministerios Públicos (AIAMP), cuyos miembros debatieron sobre el tema "Víctimas, testigos y cohesión social" y sobre la contribución de las fiscalías a la cohesión social.
En la reunión se adoptaron, entre otros acuerdos, la aprobación por la Asamblea del documento sobre orientaciones para la protección de víctimas y testigos por los Ministerios Públicos Iberoamericanos -“Guías de Santiago sobre protección de víctimas y testigos”-, elaborado por las
comisiones de trabajo reunidas en Santiago de Chile en junio de 2008. Y la aprobación de las “Reglas de Brasilia para el acceso a la justicia de personas vulnerables”,  asumiendo el compromiso de promocionar su aplicación en la práctica en sus respectivos países.
Tras la Asamblea se celebró un seminario iberoamericano sobre  "Ministerio Público y Experiencias en Persecución Penal Estratégica ante el Nuevo Modelo Procesal".

### XVII Asamblea, Antigua, Guatemala, 2009

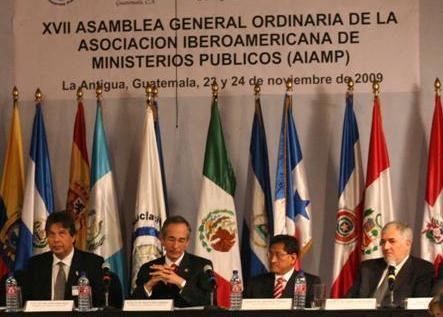
Acto de inauguración de la Asamblea de la Asociación Iberoamericana de Ministerios Públicos en Guatemala, con el presidente de la República, Álvaro Colom, el fiscal general de Guatemala, José Amilcar Velázquez, el presidente de la AIAMP, Cándido Conde-Pumpido, y el vicepresidente, Rubén Candia Amarilla.

Los días 23 y 24 de noviembre 2009 se celebró en La Antigua, Guatemala, la XVII Asamblea de la Asociación Iberoamericana de Ministerios Públicos (AIAMP), organizada por el fiscal de Guatemala José Amilcar Velásquez Zárate. El Presidente de Guatemala, Álvaro Colom, inauguró el encuentro que se desarrolló en la sede de la Agencia Española de Cooperación Internacional para el Desarrollo (AECID) y en el que se abordaron temas de interés común como el seguimiento de las Guías de Santiago sobre protección de víctimas y testigos, y se presentaron las fichas AIAMP, que contienen un resumen de la ley procesal de cada uno de los países iberoamericanos en un sistema de fichas automatizadas y en formato electrónico.

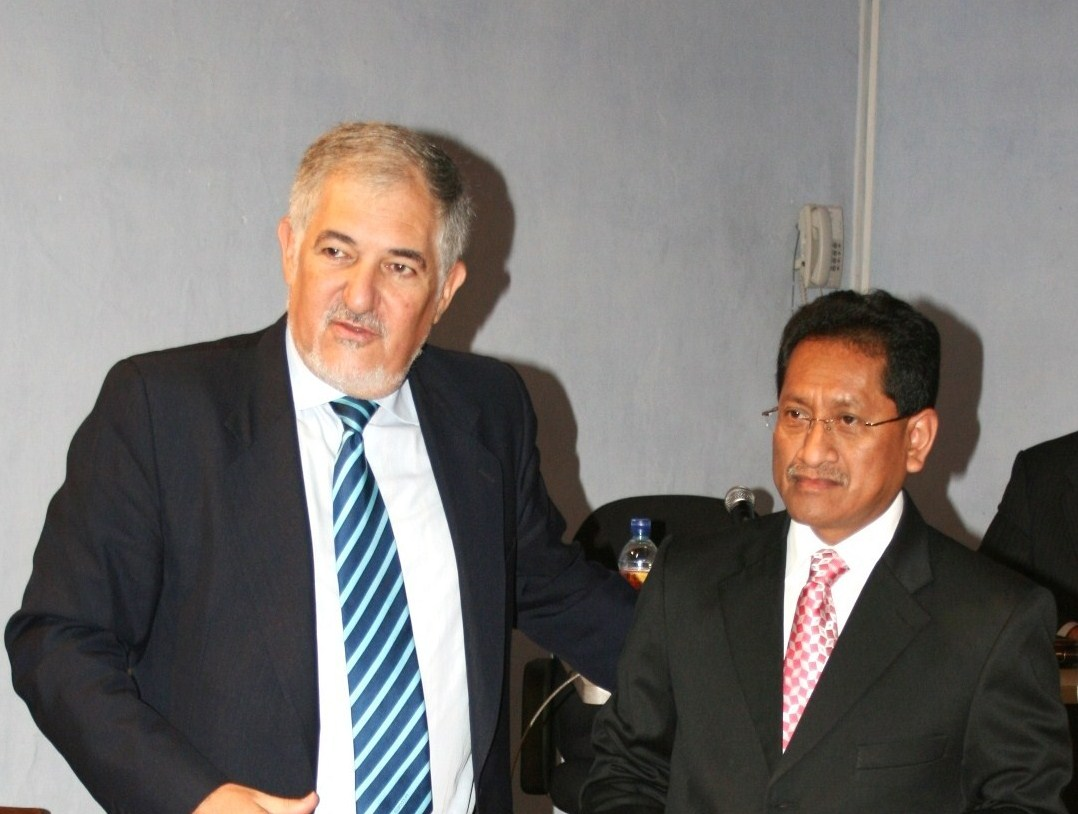
El fiscal general de Guatemala, José Amilcar Velásquez Zárate, con el presidente de la AIAMP, en la Asamblea de La Antigua.

Se aprobó un plan de actuaciones para el período 2009/2011 centrado esencialmente en la cooperación en materia de tráfico de drogas, facilitando las asistencias en relación con las entregas controladas y la incautación de activos.

#### Seminario Iberoamericano sobre «Lucha contra la delincuencia Organizada»

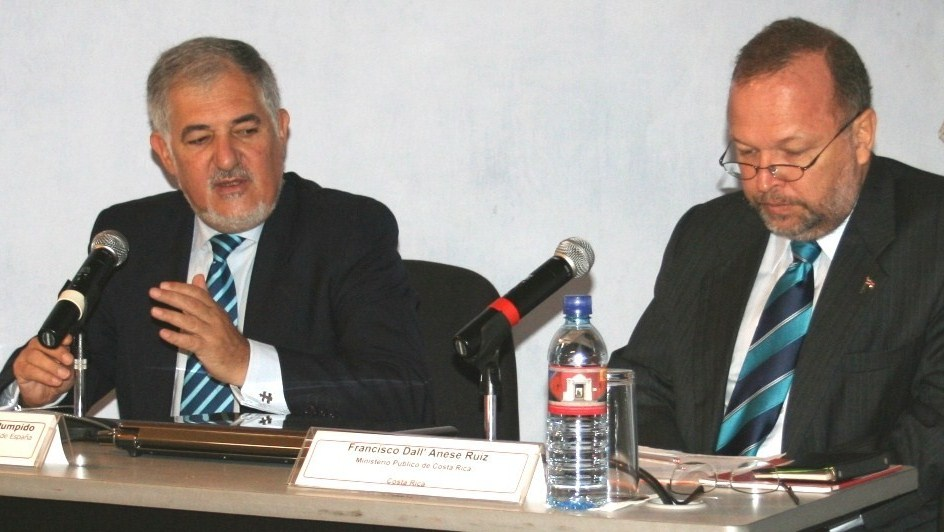
El fiscal general de Costa Rica, Francisco Dall'Anese, con el presidente de la AIAMP, Conde-Pumpido, en el seminario sobre delincuencia organizada de Antigua, Guatemala.

Se celebró en el Centro de AECID en La Antigua, Guatemala, del 25 al 26 de noviembre.

### XVIII Asamblea, Lima, Perú, 2010.

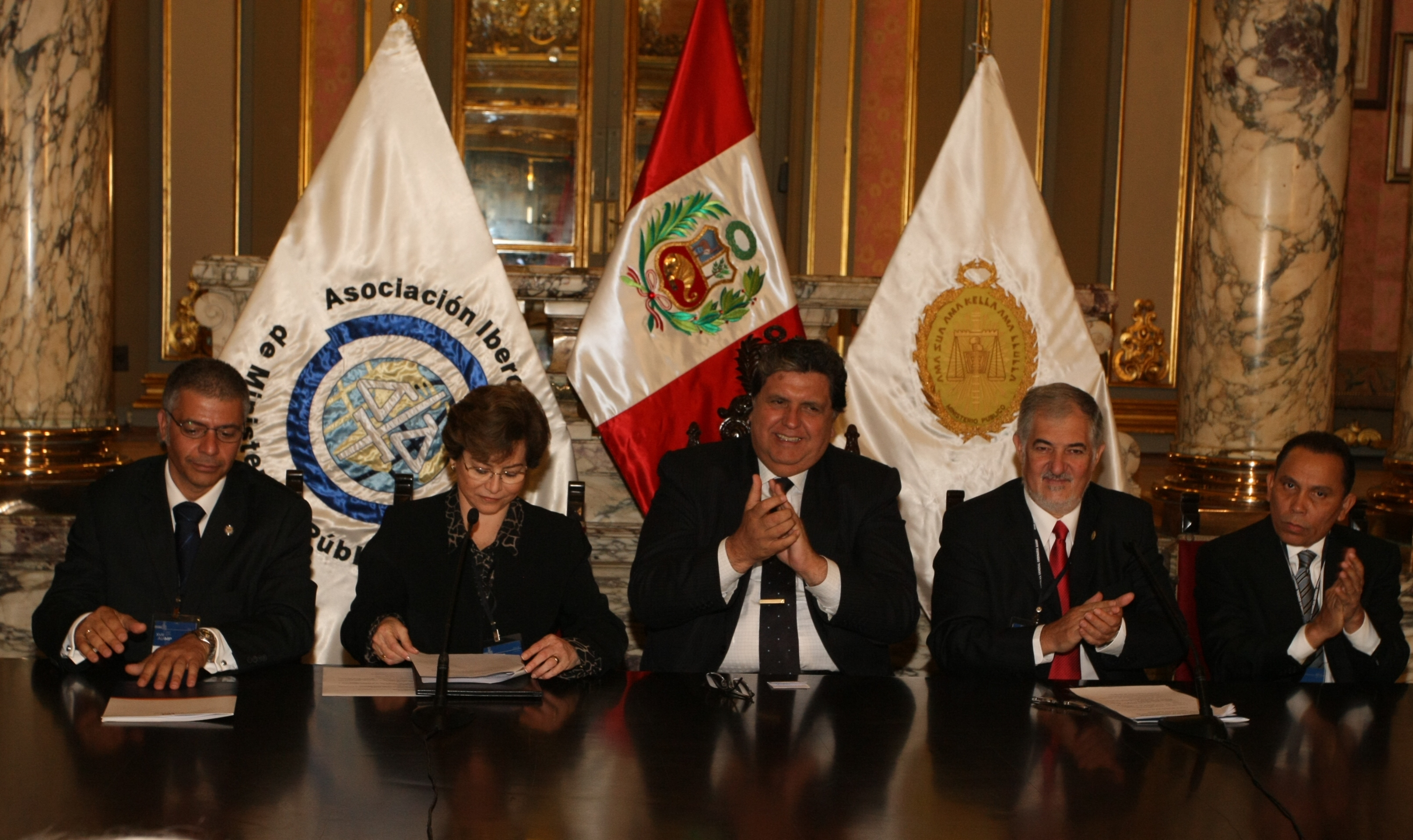
El Presidente de Perú, Alan Garcia, en la inauguración de la Asamblea General de la AIAMP en Lima, con la Fiscal General de la Nación, Gladys Echaíz, el Presidente de la Asociación, Conde-Pumpido, el Vicepresidente, Jiménez Peña, y el Secretario General, Jorge Chocair.

La XVIII Asamblea General Ordinaria de la Asociación Iberoamericana
de Ministerios Públicos (AIAMP) se celebró en Lima (Perú) el 2 y 3 de noviembre de 2010 organizada por la Sra. Dra. Gladys Echaiz Ramos, Fiscal de la Nación del Perú y Vicepresidenta de AIAMP para Sudamérica, interviniendo en su inauguración, que se realizó en el Salón Dorado del Palacio de Gobierno, el Alan García Pérez, presidente Constitucional de la República del Perú y Cándido Conde-Pumpido Tourón, fiscal general del Estado del Reino de España y presidente de la AIAMP.

### XX Asamblea de la AIAMP. Panamá 2012
Los Miembros de la Asociación Ibero Americana de Ministerios Públicos, se reunieron
en la XX Asamblea General Ordinaria, llevada a cabo los días 26 y 27 de noviembre de 2012 en Ciudad de Panamá (República de Panamá). Actuó como organizador y anfitrión de esta Asamblea el procurador general de la Nación de Panamá, José Ayú Prado Canals.
En la asamblea se acordaron, entre otros temas, aceptar la renuncia de la Fiscalía Nacional de Chile a la Secretaría General Permanente, agradecer al Fiscal Nacional de Chile, Sr. Sabas Chahuán Sarrás, el trabajo desplegado, y aceptar el ofrecimiento del Ministerio Público de Costa Rica, para asumir la Secretaría General Permanente de la AIAMP, a partir de abril de 2013.
Se acordó aprobar el documento presentado como Guías de Buenas Prácticas en materia de tráfico de drogas y situar al tema de la lucha contra el tráfico de drogas como prioritario para la AIAMP y aprobar también el Proyecto sobre Violencia de Género de Eurosocial, dando apoyo al inicio de sus acciones a partir de enero del año 2013.
El papel de los Ministerios Públicos como autoridades judiciales capaces de
emitir y remitir comisiones rogatorias y solicitudes de auxilio penal debe ser
reforzado,  considerando que los Ministerios Públicos como autoridad operativa son los
órganos más idóneos para ejercer como autoridad central en todos los
Convenios relativos a asistencia judicial penal y especialmente en los
Convenios de Naciones Unidas de Viena, Palermo y Mérida. También se acordó apoyar la creación de un Red de Fiscales contra el Cibercrimen, en la misma línea de la Red de Fiscales contra la Trata de Seres Humanos.

#### Nueva secretaría permanente
El fiscal general de la República de Costa Rica, Jorge Chavarría Guzmán,  asumió el cargo de secretario general de la secretaría permanente de la AIAMP, en abril de 2103. Seguidamente nombró secretaria técnica de la Secretaría Permanente de la AIAMP a Laura Monge Cantero, fiscal coordinadora de la Oficina de Asesoría Técnica y Relaciones Internacionales del Ministerio Público de Costa Rica, que también ejerce la Secretaría Técnica Permanente del Consejo Centroamericano y del Caribe de Ministerios Públicos.

### XXI Asamblea de la AIAMP. Ecuador 2013.
La XXI Asamblea General de la Asociación Iberoamericana de Ministerios Públicos se celebró el 19 y 20 de noviembre del 2013, en Quito (Ecuador). Galo Chiriboga Zambrano, fiscal general de Ecuador, presidió el acto. La XXI Asamblea General de la Asociación Iberoamericana, que contó con la asistencia de fiscales y procuradores de 15 países, finalizó con un Seminario sobre el “delito de lavado de activos”.

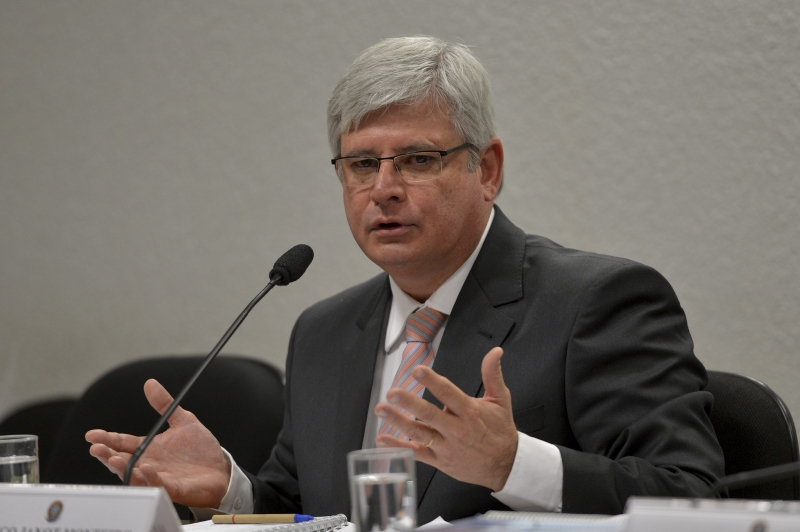
Rodrigo Janot. Presidente de la AIAMP 2013-2014

#### Nuevo presidente de la AIAMP
En la Asamblea de Ecuador fue elegido nuevo presidente de la Asociación Iberoamericana de Ministerios Públicos, Rodrigo Janot Monteiro de Barros, procurador general de la República Federativa de Brasil.
Rodrigo Janot Monteiro de Barros (Belo Horizonte, 15 de septiembre de 1957) es el procurador general de Brasil. Doctor en Derecho por la Universidad Federal de Minas Gerais, fue nombrado por la presidenta Dilma Rousseff para sustituir a Roberto Gurgel, tomando posesión como procurador general el 17 de septiembre de 2013.

### XXII Asamblea. Montevideo (Uruguay) 6 y 7 de noviembre de 2014
En esta Asamblea se admitió a Francia como observadora. Como consecuencia dimitió el presidente de la Asociación Rodrigo Janot, que proponía su admisión como miembro pleno, lo que resultaba contrario a los Estatutos. En una reunión extraordinaria posterior,  celebrada al siguiente día también en Uruguay, fue elegido como nuevo presidente el fiscal general de Ecuador, Galo Chiriboga Zambrano.
Galo Chiriboga Zambrano  (Cuenca, Azuay, 22 de mayo de 1950) es un conocido abogado y político ecuatoriano. Ha sido ministro de Estado, embajador de Ecuador y entre 2011 y 2017, fiscal general del Estado.

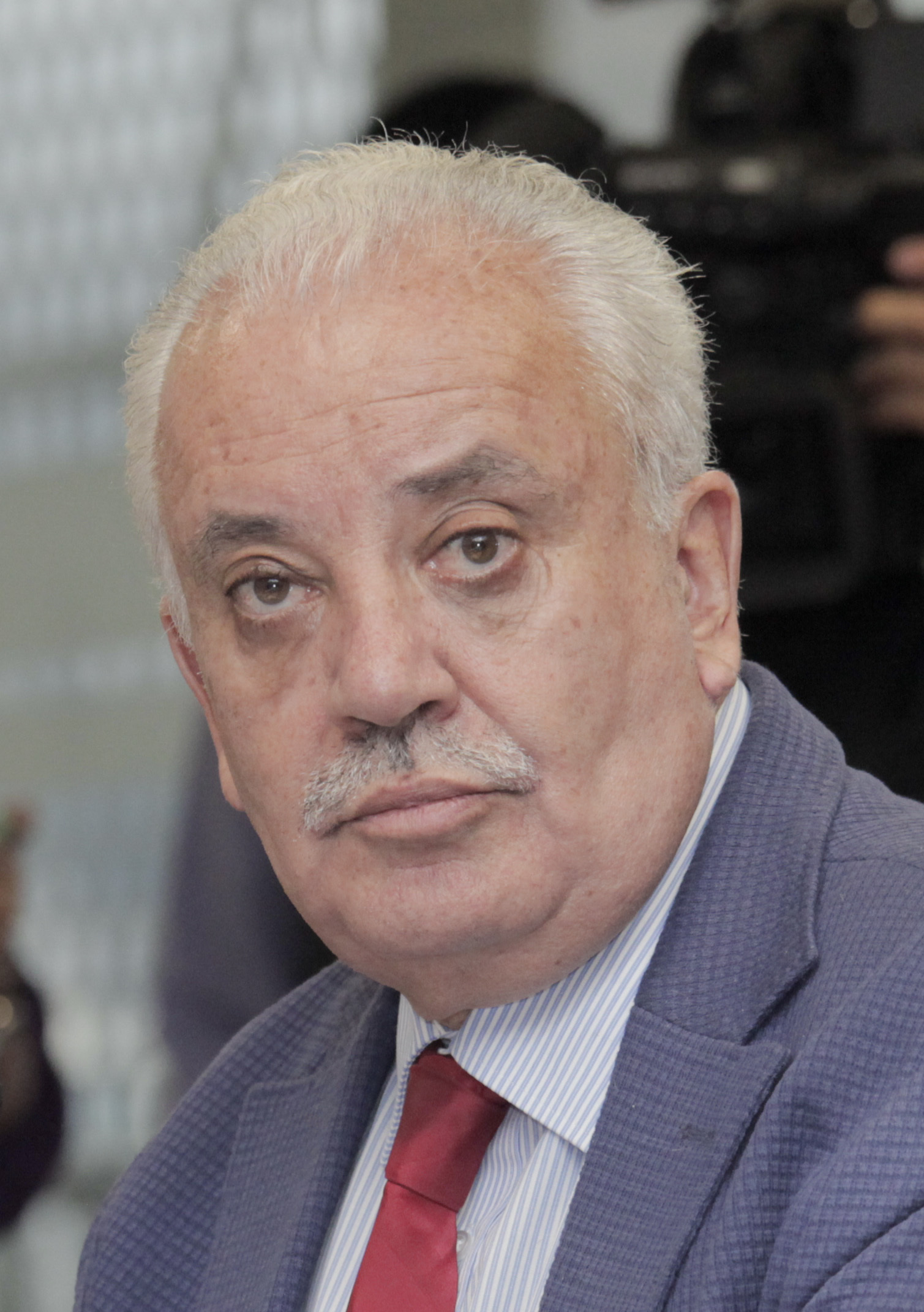
Galo Chiriboga. Presidente de la AIAMP 2014-2015

### XXIII Asamblea. Santa Cruz de la Sierra, (Bolivia), 28 y 29 de octubre de 2015
José Guerrero Peñaranda, fiscal general de Bolivia, fue elegido presidente.
“Es una responsabilidad, no solo como Fiscalía sino como Estado. Como país, estamos dispuestos a trabajar para fortalecer esta Asociación que agrupa a 21 ministerios públicos”, aseguró el flamante presidente de la AIAMP en su primer intervención.
El 29 de octubre el nuevo Presidente de la AIAMP presentó su plan de trabajo, que fue aprobado por la Asamblea. 
El 30 de octubre se realizó el Seminario Internacional ‘Modelos de Gestión del Ministerio Público en Iberoamérica’, en las instalaciones de la Agencia Española de Cooperación Internacional para el Desarrollo (AECID).
En esta asamblea los cargos nombrados para dirigir la asociación fueron los siguientes: Como secretario general permanente se nombró al fiscal general de Costa Rica, Jorge Alberto Chavarría Guzmán, la vicepresidencia para América del Norte está en manos de Cuba, con su fiscal general Darío Delgado Cura; la vicepresidencia para Europa la tiene Portugal con su procuradora general Joana Marqués Vidal, la vicepresidencia para Centro América la tiene Panamá con su procurador general Kenia Poercell Díaz y la dirección del Instituto Iberoamericano de Ministerios Públicos, está a cargo de México con su procuradora general, Arely Gómez Gonzáles.

### XXIV Asamblea.Lisboa(Portugal), 10 y 11 de octubre de 2016
Los miembros de la Asociación Iberoamericana de Ministerios Públicos, se reunieron en la  XXIV Asamblea General Ordinaria, llevada a cabo los días 10 y 11 de octubre de 2016, en Lisboa, Portugal.
Entre otros temas se aprobó a propuesta del Ministerio Público de España  la creación de un grupo de trabajo de justicia penal juvenil que será liderado por dicho Ministerio Público. Se recibió y aprobó el informe de la Red Iberoamericana de Fiscales Especializados contra la Trata de Seres Humanos, a cargo del Ministerio Público de Argentina.De igual forma se recibió y aprobó la presentación del Grupo Temático de Combate a la Corrupción a cargo del Ministerio Público de Brasil. Se recibió y felicitó el informe presentado por el Ministerio Público de Bolivia sobre el grupo temático de Justicia Indígena Originaria, quedando como propuesta la realización de una reunión sobre el tema en Bolivia en el primer trimestre del año 2017.
La Asamblea de 2017 se realizará en Argentina.

### XXV Asamblea. Buenos Aires (Argentina), 16 y 17 de octubre de 2017
En la ciudad de Buenos Aires, República de Argentina, se celebró la XXV Asamblea de la AIAMP. En ella se eligió como nueva presidenta a la procuradora general de Panamá Kenia I. Porcell Díaz. Esta asamblea estuvo marcada por el fallecimiento, el 18 de noviembre de 2017, de José Manuel Maza, fiscal general del Estado del Reino de España, quien había sido elegido en la propia asamblea como secretario de la Asociación Iberoamericana de Ministerios Públicos.
En su breve discurso de bienvenida a los Procuradores, Fiscales Generales, Jefes de delegaciones y equipos técnicos de 18 países que se dieron cita en Buenos Aires, la Procuradora General de la Nación de la República Argentina, Alejandra Gils Carbó, señaló que en los últimos años los Ministerios Públicos de Iberoamérica "han cobrado un protagonismo inédito", que tuvo como consecuencia "enormes presiones y, en algunos casos, intentos de intervención del Poder Ejecutivo en la determinación de la política institucional e inclusive, en la investigación de casos específicos" y anunció su renuncia al cargo de Procuradora General de la Nación a partir del 31 de diciembre. Esta renuncia se justifica por su oposición a un proyecto de reforma de la Ley Orgánica del Ministerio Público, presentado en el Parlamento, "que privaría a la institución de autonomía e independencia".
En la elección, que se celebró en el final del encuentro, la Procuraduría General de la Nación de Panamá  fue elegida por aclamación para la Presidencia, se designó para la Secretaría General de la AIAMP al Ministerio Público del Reino de España, y la Procuraduría General de México quedó a cargo del Instituto Iberoamericano de Ministerios Públicos (IIMP). La Presidencia Sustituta correspondió al Ministerio Público de Nicaragua y la Vicepresidencia para Norteamérica y el Caribe estará en manos del Ministerio Público de Cuba. En la Vicepresidencia para Europa fue elegida la Procuraduría General de Portugal y el Ministerio Público de Chile tendrá a su cargo la Vicepresidencia para Suramérica. La AIAMP acordó que su próxima Asamblea General se llevará a cabo en México.

### XXVI Asamblea. Ciudad de México (México), 5 y 6 de septiembre de 2018
Se acordó por unanimidad la incorporación de Andorra a la AIAMP como miembro de pleno derecho, pendiente de la autorización administrativa que requiere la Fiscalía de este país para su Incorporación. Y se denegó la solicitud de la Procuraduría General de Colombia de ser admitida como miembro de la AIAMP, de acuerdo con lo establecido en el artículo 4 del Estatuto de la AIAMP, por el que debe entenderse como Ministerio Público "el órgano encargado del ejercicio de la acción penal pública en cada país", condición que no es ostentada por la Procuraduría General de Colombia.

### XXVII Asamblea. Paraguay, 8 y 9 de noviembre de 2019

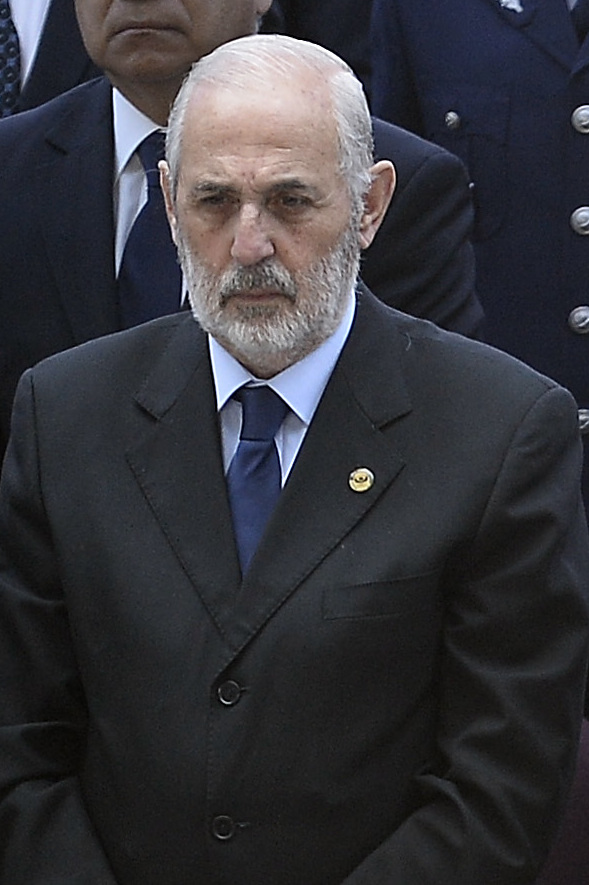
Jorge Abbot, Fiscal Nacional de Chile

Se eligió como nuevo presidente a Jorge Abbot Charme, Fiscal Nacional de la República de Chile.

### XXVIII Asamblea. Virtual, 4 y 5 de noviembre de 2020
Se celebró por videoconferencia debido a la pandemia y mantuvo la misma Presidencia.

### XXIX Asamblea.Cartagena de Indias, 28 y 29 de julio de 2022.

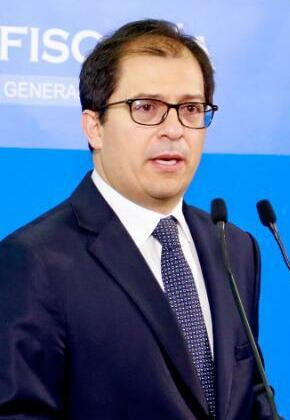
El Fiscal General de la Nación de Colombia Francisco Barbosa

Se eligió como nuevo Presidente a Francisco Barbosa Delgado, Fiscal General de la Nación de Colombia.

## Presidentes de la Asociación Iberoamericana de ministerios públicos
Relación de presidentes de la AIAMP desde su reconversión en Asociación Iberoamericana.
| Nombre                                                              | Mandato   |
| ------------------------------------------------------------------- | --------- |
| Luis Camilo Osorio Izasa. Fiscal general de la Nación de Colombia.  | 2002-2005 |
| Oscar Germán Latorre Cañete. Fiscal general del Estado de Paraguay. | 2004-2005 |
| Guillermo Piedrabuena Richard. Fiscal nacional de Chile.            | 2006-2007 |
| Cándido Conde-Pumpido Tourón. Fiscal general del Reino de España.   | 2007-2011 |
| Roberto Gurgel Santos. Procurador general de Brasil.                | 2011-2011 |
| Rodrigo Janot Monteiro de Barros. Procurador general de Brasil.     | 2013-2014 |
| Galo Chiriboga Zambrano. Fiscal general de Ecuador.                 | 2014-2015 |
| José Guerrero Peñaranda, Fiscal general de Bolivia,                 | 2015-2017 |
| Kenia I. Porcell Díaz, Procuradora General de Panamá.               | 2017-2019 |
| Jorge Abbot Charme, Fiscal Nacional de la República de Chile.       | 2019-2022 |
| Francisco Barbosa Delgado, Fiscal General de la Nación de Colombia  | 2022-2024 |